# Werner Schweikert
Werner Schweikert (* 26. Januar 1933 in Böckingen; † 8. März 2005 in Flein) war ein deutscher Unternehmer, Büchersammler und Bibliograph, der insbesondere mit Bibliographien zur Weltliteratur in deutschen Übersetzungen in Erscheinung getreten ist.

## Leben
Schweikert war Inhaber eines Ofen- und Lüftungsbaubetriebs in Flein. Er hatte seit früher Jugend eine Bibliothek der Weltliteratur zusammengetragen. 1968 besaß er bereits 10.000 Bücher, die jedoch fast alle durch einen Wasserschaden vernichtet wurden. Nach einem Neubeginn der Sammlung umfasste diese zuletzt über 100.000 Bände in eigens dafür hergerichteten Räumen seines Installationsbetriebs.
Schweikert hat nicht nur über sich und seine Sammelleidenschaft publiziert, sondern erlangte insbesondere Bedeutung durch die Herausgabe der Bibliographie der ungarischen Literatur des 20. Jahrhunderts in deutscher Sprache in dem 1999 von ihm gegründeten Verlag Werner Schweikert. Für jene Bibliographie wurde er 2001 vom ungarischen Ministerium für nationales Kulturerbe mit der Medaille Pro Cultura Hungarica ausgezeichnet. Er arbeitete auch an einer umfangreichen Bibliographie von russischer Literatur in deutscher Übersetzung, von der jedoch nur der erste Teil mit Werken von 1880 bis 1965 erschienen ist, während der zweite Teil aufgrund des Todes des Verfassers nicht mehr erscheinen konnte. In seinem Verlag erschienen weitere bibliografische Schriften, darunter zum Werk Rudolf Schlichters.
Schweikert wurde in Flein begraben. Seine zu Lebzeiten unveröffentlicht gebliebenen autobiografischen Notizen wurden um Erinnerungen von Freunden und Verwandten angereichert postum veröffentlicht. Seine Büchersammlung kam in den Bestand des Museums Würth.
2004 erhielt er die Verdienstmedaille des Landes Baden-Württemberg.

## Schriften
- Weltliteratur in deutscher Übersetzung. Die Entstehung meiner Sammlung. In: Aus dem Antiquariat, 1984,9, S. A335–A339
- Bibliographie der ungarischen Literatur des 20. Jahrhunderts in deutscher Sprache. Verlag Werner Schweikert, Flein 2000, ISBN 3-933696-01-1
- Die russische Literatur und die Literaturen der früheren Sowjetrepubliken in deutscher Übersetzung. Teil I, 1880–1965. Verlag Werner Schweikert, Flein 2003, ISBN 3-933696-07-0